# 赫克托—乔纳森·克雷米厄

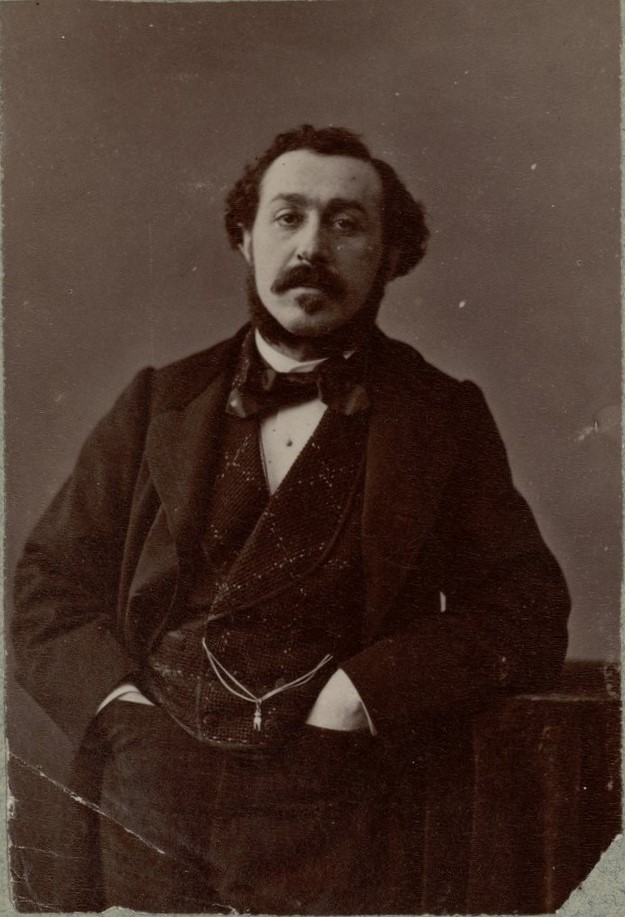
赫克托—乔纳森·克雷米厄

赫克托-乔纳森·克雷米厄（Hector-Jonathan Crémieux，1828年11月10日 - 1893 年9月30日）是一位法国歌劇劇本作家。他是猶太人，也是雅克·奥芬巴赫主創的歌劇《地獄中的奧菲歐》的創作者之一。克雷米厄最終因為受糖尿病折磨、妻子去世以及所任職的公司倒闭而开枪自杀 。